# Splendrillia subviridis
Splendrillia subviridis é uma espécie de gastrópode do gênero Splendrillia, pertencente a família Drilliidae.